# Кікіна Анна Юріївна
Анна Юріївна Кікіна (нар. 27 серпня 1984, Новосибірськ) — російський космонавт-випробувач загону ФДБУ «НДІ ЦПК імені Ю. А. Гагаріна». 592-й космонавт світу та 129-й космонавт СРСР/Росії (131-й громадянин СРСР/Росії в космосі). П'ята жінка-космонавт СРСР/Росії; шоста російська жінка, яка здійснила космічний політ. З вересня 2016 року є єдиною жінкою у загоні космонавтів Роскосмосу. Майстер спорту Росії.
5 жовтня 2022 року, о 19:00:57 мск, стартувала у складі екіпажу місії SpaceX Crew-5 на американському приватному багаторазовому космічному кораблі Crew Dragon компанії SpaceX за допомогою важкої ракети-носія Falcon 9 до Міжнародної космічної станції. Учасниця космічних експедицій МКС-68 / МКС-69. Стала першим російським космонавтом, який здійснив політ на кораблі Crew Dragon.

## Ранні роки, освіта
Народилася 27 серпня 1984 року у м. Новосибірську. Закінчила новосибірську школу № 29 (школа здорового способу життя), спеціальний клас «Юний рятівник». У 2005 році закінчила курси при МНС: інструктор з навчання населення основ першої допомоги, має посвідчення рятувальника.
У 2006 році закінчила з відзнакою Новосибірську державну академію водного транспорту за спеціальністю «Захист у надзвичайних ситуаціях», інженер-гідротехнік. У 2008 році там же захистила диплом за спеціальністю «Економіка та управління на підприємстві (транспорту)» із кваліфікацією «економіст-менеджер».
Працювала інструктором з плавання, гідом-провідником на Алтаї, навчала кадетів-рятувальників, до 2012 року працювала радіоведучим, програмним директором (адміністратором радіоефіру) у ТОВ «Радіо-Сибір Алтай» (м. Горно-Алтайськ, Республіка Алтай).
В 2021 стала прообразом колекційної ляльки Барбі з серії «Надихають жінки». У тому ж році стала амбасадором колекції одягу для російських спортсменів на Олімпійських іграх у Токіо.

## Космічна підготовка

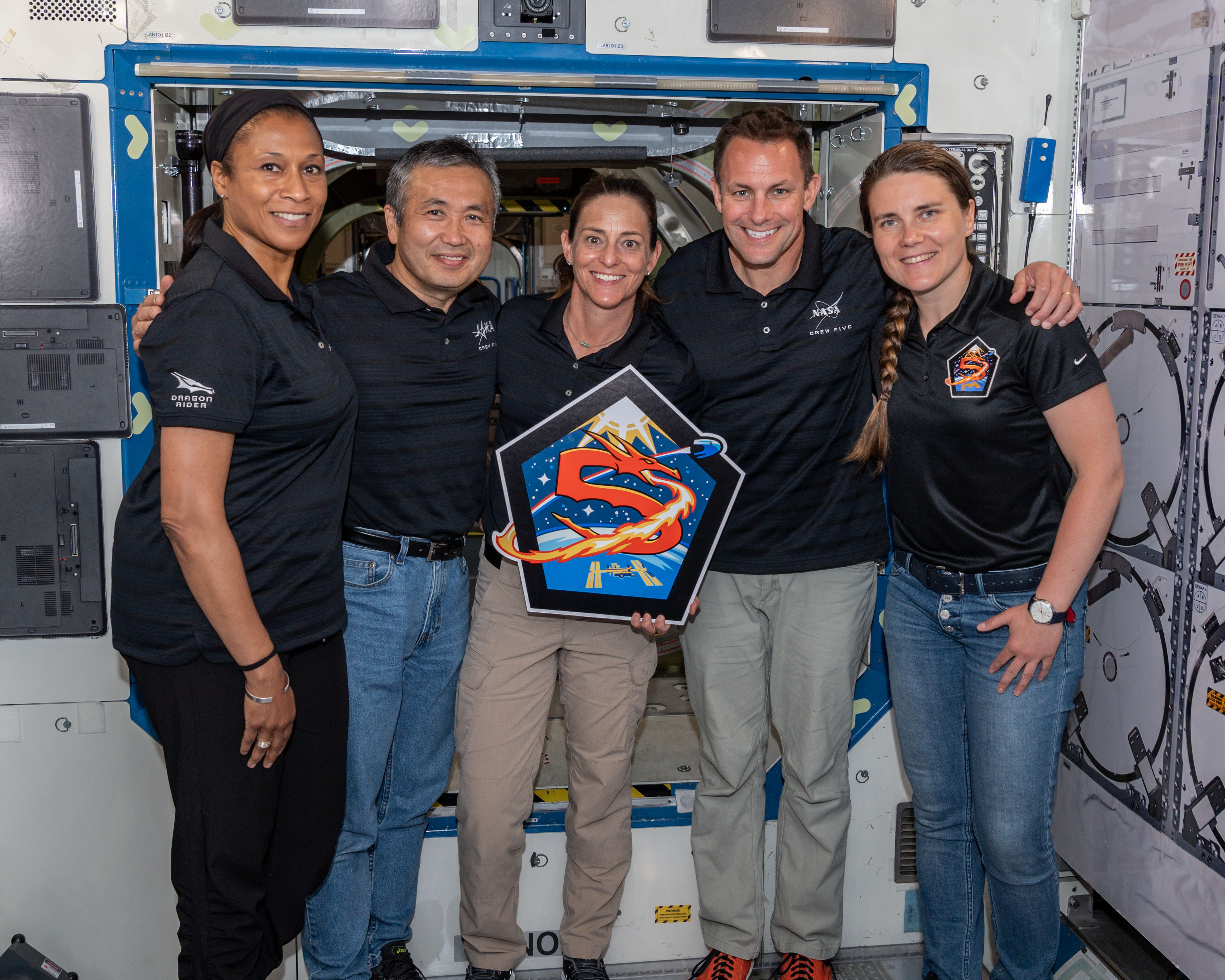
Анна Кікіна у складі Crew-5 на тренуваннях з планових операцій на МКС у Космічному центрі імені Джонсона НАСА.

Брала участь у першому відкритому конкурсі до загону космонавтів Росії, оголошеному 27 січня 2012 року. Була допущена конкурсною комісією до очного етапу відбору.
4 вересня 2012 року, за рішенням Головної медичної комісії її було визнано придатною за станом здоров'я для зарахування як кандидата у космонавти. 8 жовтня 2012 року рішенням Міжвідомчої кваліфікаційної комісії (МВКК) було рекомендовано до зарахування на посаду кандидата у космонавти-випробувачі та допущено до проходження загальнокосмічної підготовки. 26 жовтня 2012 року призначена на посаду кандидата в космонавти-випробувачі загону космонавтів Роскосмосу. З 30 жовтня 2012 року розпочала загальнокосмічну підготовку.
5 червня 2014 року, після завершення курсу загальнокосмічної підготовки, склала Державний іспит з оцінкою «4.5». Проте 19 червня 2014 року, за результатами таємного голосування Міжвідомчої кваліфікаційної комісії (МВКК), кваліфікацію «космонавт-випробувач» їй не було присвоєно. Всупереч цьому рішенню Кікіна наприкінці червня 2014 року була залишена на посаді кандидата-космонавта, з умовою проходження річного курсу додаткових занять. 17 грудня 2014 року на засіданні МВКК, за підсумками виконаної в повному обсязі програми загальнокосмічної підготовки та складання Державного іспиту, рішенням комісії Кікіної було присвоєно кваліфікацію «космонавт-випробувач». 19 грудня 2014 року переведено на посаду космонавта-випробувача загону ЦПК.
Проходила підготовку у складі: дублюючого екіпажу космічної експедиції МКС-67 та основного екіпажу космічної експедиції МКС-68.

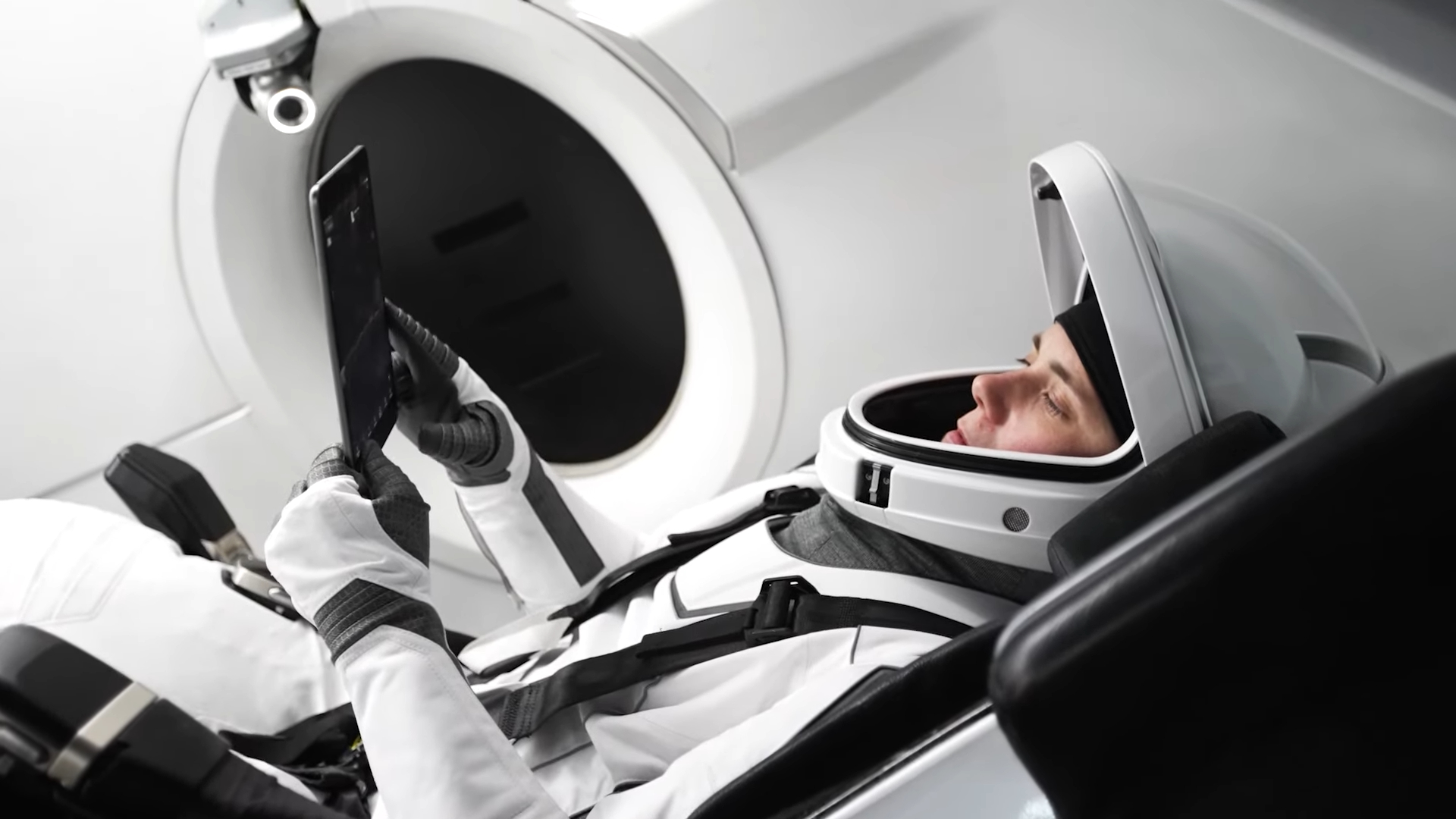
Анна Кікіна під час тренування в SpaceX в Хоторні, Каліфорнія.

У грудні 2021 року генеральний директор Держкорпорації «Роскосмос» Дмитро Рогозін заявив, що прийнято рішення відправити Ганну Кікіну восени 2022 року на Міжнародну космічну на американському кораблі Crew Dragon. Для реалізації цього рішення необхідні документи було надіслано на узгодження.
26 вересня 2022 року, комісія з представників космічних агентств країн-партнерів за проектом Міжнародної космічної станції розглянула готовність і схвалила політ екіпажу SpaceX Crew-5 з космонавтом Держкорпорації «Роскосмос» Анною Кікіною на пілотованому кораблі Crew Dragon. Запуск корабля Crew Dragon з екіпажем Crew-5 ракетою-носієм Falcon-9 з Космічного центру імені Кеннеді NASA у Флориді був запланований на 3 жовтня 2022, але через ураган «Іен» старт був перенесений пізніше.

## Політ
5 жовтня 2022 року, о 19:00:57 мск, стартувала як спеціаліст польоту у складі екіпажу місії SpaceX Crew-5 та космічних експедицій МКС-68 / МКС-69 на американському приватному багаторазовому космічному кораблі Crew Dragon компанії SpaceX за допомогою важкої ракети Falcon 9 зі стартового комплексу 39А Космічного центру імені Кеннеді у Флориді до Міжнародної космічної станції. Політ А. Кікіної проходив у рамках програми МКС «Роскосмос» і NASA згідно з угодою про перехресні польоти трьох російських космонавтів на американських пілотованих кораблях Crew Dragon і трьох американських астронавтів на російських пілотованих кораблях «Союз МС» у 2022—2024 роках. Стала першим російським космонавтом, який здійснив політ на кораблі Crew Dragon.
Політ було заплановано на 145 діб, перебувала у космосі протягом 157 діб.
| # | Стартовий корабель        | Старт                 | Експедиція                     | Корабель посадки | Посадка   | Наліт   | Виходи у відкритий космос | Час у відкритому космосі |
| - | ------------------------- | --------------------- | ------------------------------ | ---------------- | --------- | ------- | ------------------------- | ------------------------ |
| 1 | Crew Dragon SpaceX Crew-5 | 05.10.2022, 16:00 UTC | SpaceX Crew-5, МКС-68 / МКС-69 | SpaceX Crew-5    | 12.3.2023 | 157 діб |                           |                          |

12 березня 2023 року, після 09:00 p.m. за Північноамериканським східним часом, місія астронавтів SpaceX Crew-5 повернулася на Землю з Міжнародної космічної станції після більш ніж п'яти місяців перебування в космосі, — про це було повідомлено на Space.com.

## Захоплення
Майстер спорту Росії з поліатлону (багатоборства) та рафтингу (2010). Була членом Гірничо-Алтайської команди з веслувального слалому та членом збірної Росії з рафтингу. Срібний призер «Лижня Росії» (2011). Виконала 153 стрибки з парашутом.

## Сім'я
Анна має двох молодших братів Михайла та Костянтина. Чоловік — Олександр Сердюк, тренер-викладач з фізичної підготовки в Центрі підготовки космонавтів, учасник набору космонавтів 2018 року.